# Aepeomys
Aepeomys is een geslacht van zoogdieren uit de familie van de Cricetidae. De wetenschappelijke naam van het geslacht werd in 1898 gepubliceerd door Oldfield Thomas.

## Soorten
Er worden 2 soorten in dit geslacht geplaatst:
- Aepeomys lugens (O. Thomas, 1896)
- Aepeomys reigi Ochoa, Aguilera, Pacheco, & Soriano, 2001

Aepeomys · Chilomys · Rhipidomys · Thomasomys